# Hubschrauberabsturz von Browary 2023
Beim Hubschrauberabsturz von Browary am 18. Januar 2023 in Browary, einem Vorort von Kiew, starben 14 Personen, darunter der ukrainische Innenminister Denys Monastyrskyj.

## Unfall
Am 18. Januar 2023 stürzte ein Airbus Helicopters H225 Super Puma, der zehn Personen transportierte (darunter auch den Minister für innere Angelegenheiten Denys Monastyrskyj), in einen Kindergarten. Der Absturz tötete vierzehn Personen. Vier der vierzehn Toten starben am Boden, darunter ein Kind. Fünfundzwanzig weitere Personen wurden verletzt, davon elf Kinder.
Laut Kyrylo Tymoschenko, dem stellvertretenden Leiter des Präsidialamtes der Ukraine, waren die Beamten am Bord gerade ins Kriegsgebiet unterwegs, als der Hubschrauber um 8:20 Uhr OEZ (7:20 Uhr MEZ) abstürzte. Laut Augenzeugen war es zur Zeit des Absturzes neblig; einige sahen, wie der Hubschrauber brannte und sich um sich selbst drehend zu Boden stürzte. Der Unfall verursachte einen Brand im Kindergarten. Die Rettungsarbeiten dauerten fast neun Stunden.
Fünfundzwanzig Personen am Boden wurden in das Krankenhaus von Browary gebracht, acht davon später in ein spezielles Klinikum für Brandverletzungen in Kiew, obwohl sich keiner davon in einem kritischen Zustand befand.

## Hubschrauber
Der betroffene Hubschrauber war ein Airbus Helicopters H225 Super Puma, auch bekannt als Airbus H225, mit dem Kennzeichen 54 blau. Er gehörte zum Ukrainischen Staatlichen Dienst für Notfallsituationen und war einer der 21 H225-Hubschrauber, die zwischen 2018 und 2021 von Frankreich geliefert wurden. Fast die Hälfte der gelieferten Hubschrauber waren gebraucht; manche der eingebauten Teile hatten eine Verschleißrate von 50 Prozent, wurden jedoch aufgearbeitet, bevor sie wieder eingesetzt wurden.

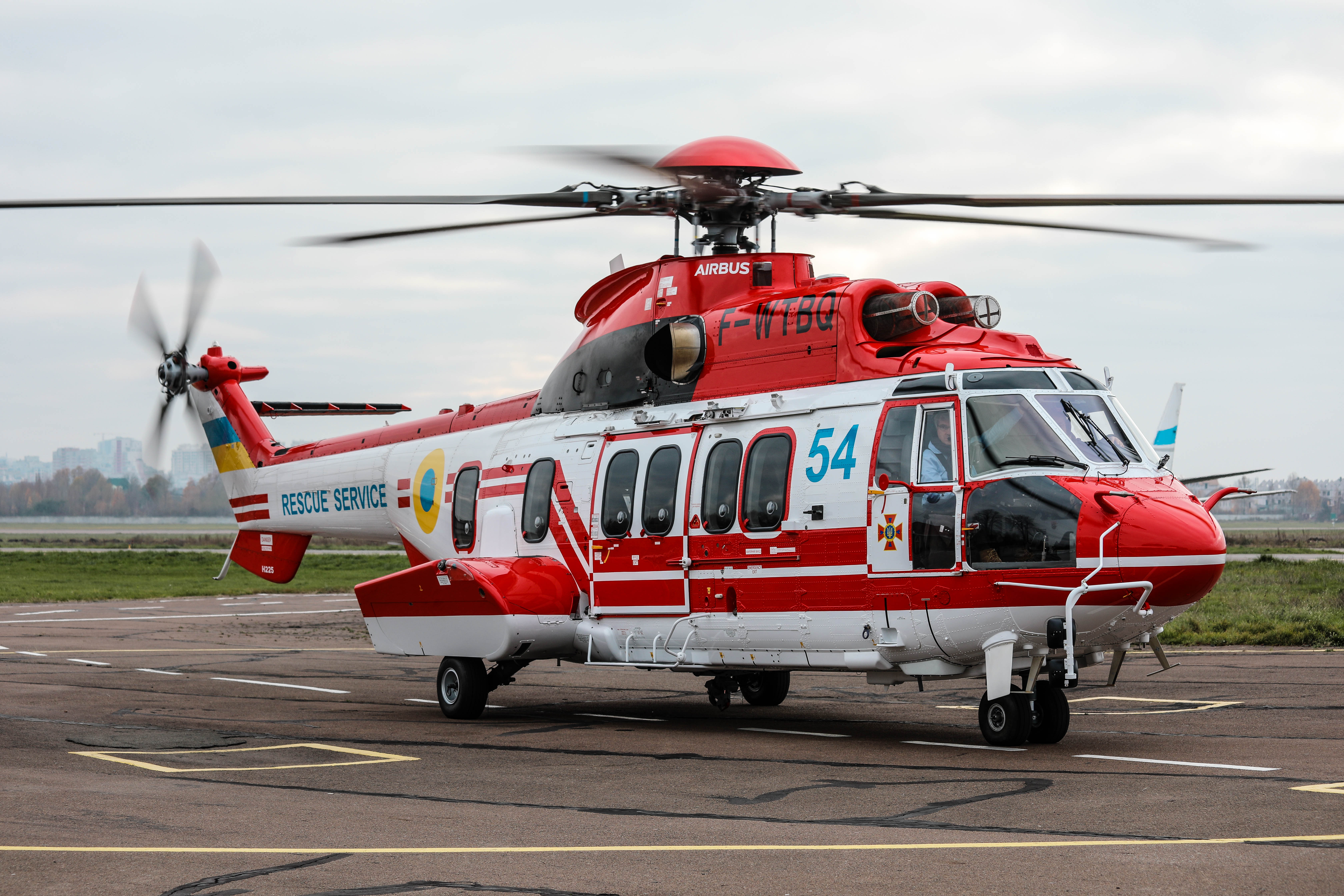
Der betroffene Hubschrauber im November 2020

## Passagiere und Besatzung
Sieben Passagiere und drei Besatzungsmitglieder waren an Bord des Hubschraubers, als er abstürzte. Alle sieben Passagiere waren Mitarbeiter des Ministeriums für innere Angelegenheiten, dazu gehörten neben dem Innenminister sein Stellvertreter Jewhen Jenin, Staatssekretär Jurij Lubkowytsch und Monastyrskyjs Sicherheitschef. Die Besatzung bestand aus Pilot Oleksandr Wassylenko, Copilot Kostjantyn Kowalenko und Flugmechaniker Iwan Kassjanow. Laut dem Staatlichen Dienst für Notfallsituationen war die Besatzung dafür trainiert, unter schweren Einsatzbedingungen zu arbeiten.

## Ermittlungen
Es gibt keine Hinweise auf Außeneinwirkung, die zum Absturz geführt haben könnte. Jedoch machte die ukrainische Regierung keine Angaben zur Ursache des Absturzes. In einer Ansprache nach dem Vorfall sagte Präsident Wolodymyr Selenskyj, dass er den Inlandsgeheimdienst SBU mit der Ermittlung der Absturzursache beauftragt habe. Mehrere mögliche Ursachen werden untersucht, darunter ein Verstoß gegen die Flugregeln, ein technisches Problem sowie auch die absichtliche Zerstörung oder Sabotage des Hubschraubers.
Jurij Ihnat, der Sprecher der ukrainischen Luftstreitkräfte, kündigte an, dass der Vorfall von einer speziellen Staatskommission untersucht werde. Dies könne mehrere Wochen dauern.

## Reaktionen
Die Regierung bestimmte Ihor Klymenko, den Chef der Nationalen Polizei der Ukraine, bis zur Ernennung eines neuen Innenministers zum kommissarischen Innenminister.
Mehrere ukrainische, europäische und US-amerikanische Beamte und Politiker, darunter der ukrainische Präsident Wolodymyr Selenskyj, der ukrainische Premierminister Denys Schmyhal, der ukrainische Außenminister Dmytro Kuleba, der ukrainische Vorsitzender des Parlaments Ruslan Stefantschuk, der Präsident des Europäischen Rates Charles Michel, der Präsident der Vereinigten Staaten Joe Biden, die Botschafterin der Vereinigten Staaten in der Ukraine Bridget A. Brink und die Botschafterin des Vereinigten Königreiches in der Ukraine Melinda Simmons drückten ihr Beileid für die Opfer aus.